# Рудбаржи

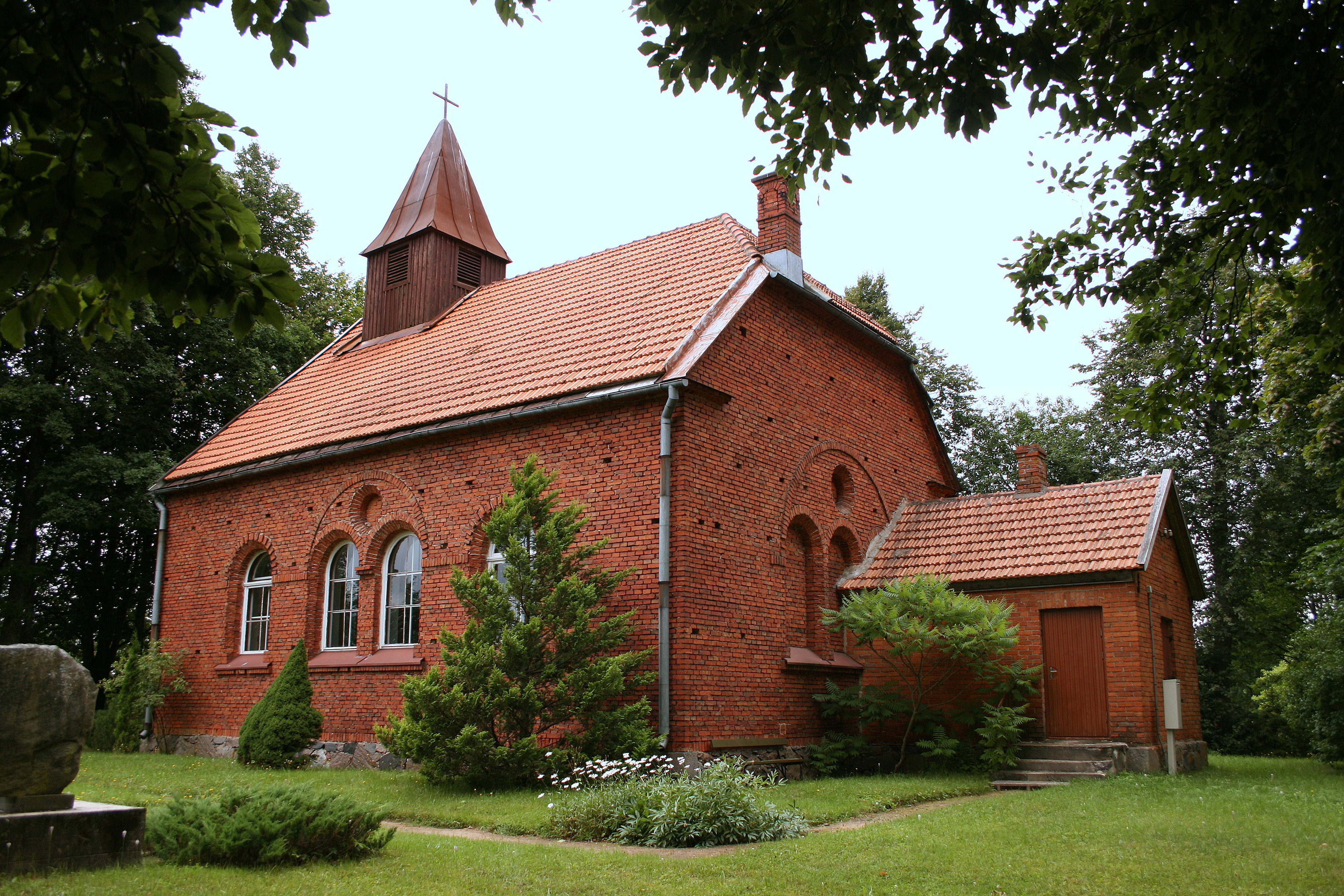
Лютеранская церковь

Рудбаржи (латыш. Rudbārži) — населённый пункт в Скрундском крае Латвии. Административный центр Рудбаржской волости. Находится у автодороги A9 (Рига — Скулте — Лиепая). Расстояние до города Скрунда составляет 9 км, до города Кулдига составляет около 45 км. По данным на 2015 год, в населённом пункте проживало 405 человек. Есть волостная администрация, начальная школа (в бывшем поместье), дом культуры, библиотека, медицинское учреждение, лютеранская церковь.

## История
Рудбаржи впервые упоминается в XVI веке. Село являлось центром поместья Рудбарен.
В советское время населённый пункт был центром Рудбаржского сельсовета Кулдигского района. В селе располагалась центральная усадьба совхоза «Рудбаржи».